# Essiànovo
Essiànovo (en rus: Эсяново) és un poble de la República de Marí El, a Rússia, que en el cens del 2010 tenia 81 habitants. Pertany al districte rural de Kozmodemiansk.